# Condado de White (Tennessee)
El condado de White (en inglés: White County, Tennessee), fundado en 1806, es uno de los 95 condados del estado estadounidense de Tennessee. En el año 2000 tenía una población de 23.102 habitantes con una densidad poblacional de 24 personas por km². La sede del condado es Sparta.

## Historia
El 11 de septiembre de 1806, un acto de la Asamblea General de Tennessee creó el Condado de White, de los Condado de Smith y Condado de Jackson, en respuesta a una petición firmada por 155 residentes de la zona.

## Geografía
Según la Oficina del Censo, el condado tiene un área total de 983 km² (379,5 mi²), de la cual 975 km² (376,4 mi²) es tierra y 7 km² (2,7 mi²) es agua.

### Condados adyacentes
- Condado de Putnam, al norte.
- Condado de Cumberland, al este.
- Condado de Van Buren, al sur.
- Condado de Warren, al suroeste.
- Condado de DeKalb, al oeste.

## Demografía
En el 2000 la renta per cápita promedia del condado era de $29,383, y el ingreso promedio para una familia era de $34,854. El ingreso per cápita para el condado era de $14,791. En 2000 los hombres tenían un ingreso per cápita de $26,706 contra $20,346 para las mujeres. Alrededor del 14.30% de la población estaba bajo el umbral de pobreza nacional.

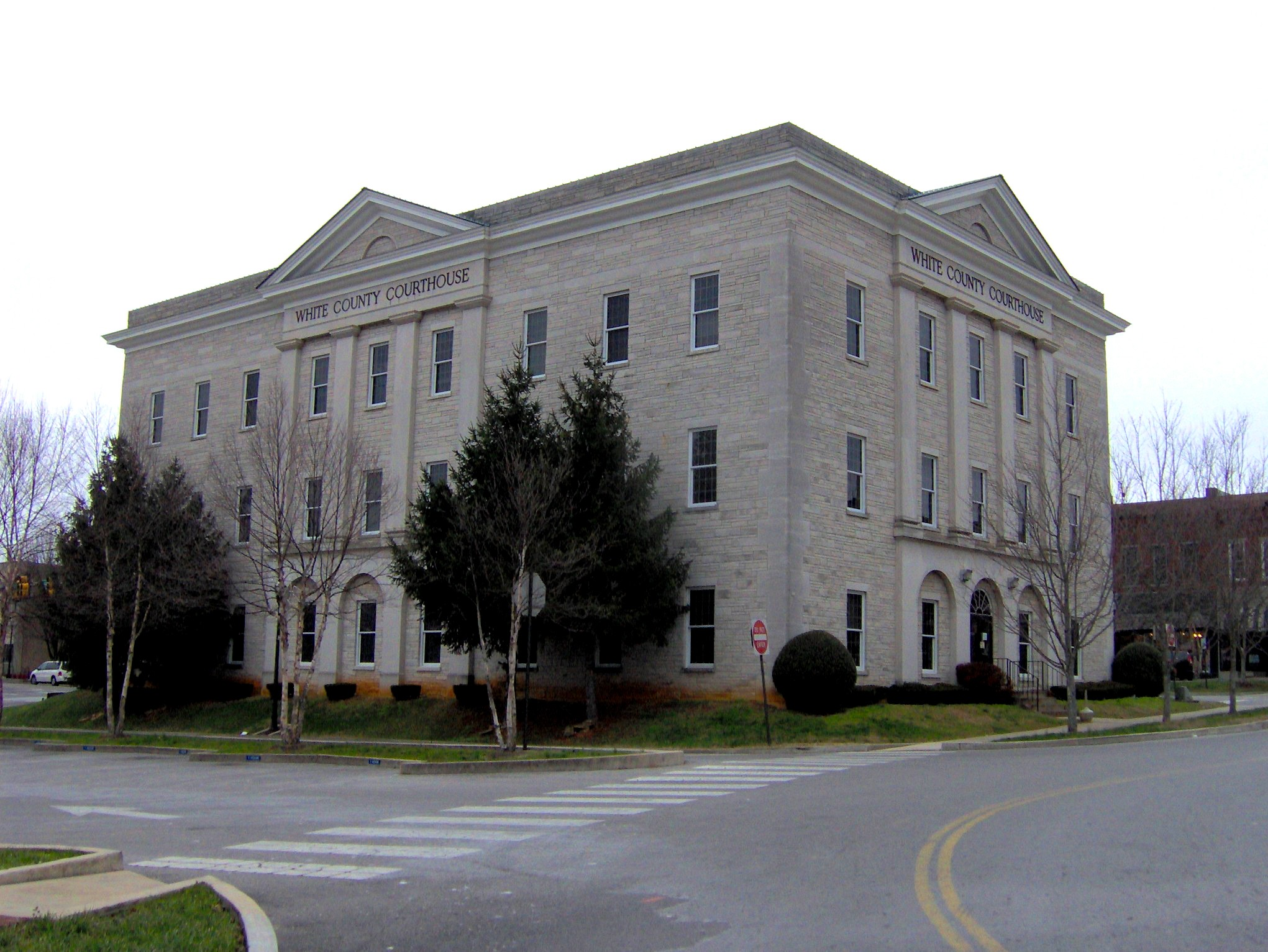
Corte del Condado de Blanco en Esparta

## Lugares

### Ciudades y pueblos
- Doyle
- Sparta

### Comunidades no incorporadas
- Bon Air
- Cassville
- DeRossett
- Quebeck
- Ravenscroft
- Walling

### Principales carreteras
- U.S. Highway 70
- Carreteras del Estado 26
- Carreteras del Estado 84
- Carreteras del Estado 111
- Carreteras del Estado 135
- Carreteras del Estado 136
- Carreteras del Estado 285
- Carreteras del Estado 289